# Bassillon
Pour les articles homonymes, voir Bassillon.
Bassillon est une ancienne commune française du département des Pyrénées-Atlantiques. En 1833, la commune fusionne avec Vauzé pour former la nouvelle commune de Bassillon-Vauzé.

## Géographie
Bassillon est un village du Vic-Bilh, situé au nord-est du département et de Pau, frontalier avec les Hautes-Pyrénées.

## Toponymie
Le toponyme Bassillon apparaît sous les formes 
Basilhoo (1402, censier de Béarn), 
Bacilhoo, Baxilho, Basilhon et Bacilhon (respectivement 1540, 1542, 1546 et 1550, réformation de Béarn).

## Démographie
| 1793 | 1800 | 1806 | 1821 |
| ---- | ---- | ---- | ---- |
| 132  | 130  | -    | 150  |

## Culture locale et patrimoine

### Patrimoine civil
La ferme dite Maison Laïus, au lieu-dit Pouey, date de la fin du XVIIIe siècle.
On peut voir à Bassillon une fontaine datant de 1833. Le presbytère fut construit, quant à lui, entre 1853 et 1860.

### Patrimoine religieux
L'église Saint-Girons date du XVIIIe siècle. Elle recèle du mobilier inscrit à l'Inventaire général du patrimoine culturel.

## Pour approfondir